# ACジュベントス
ACジュベントス（Atlético Clube Juventus）は、ブラジル・アクレ州リオブランコにホームを置くサッカークラブである。
1966年3月1日創設。カンピオナート・アクレアーノ（アクレ州選手権）での優勝回数は、リオ・ブランコFCに次ぎ2番目に多い。

## タイトル
- カンピオナート・アクレアーノ：14回
  - 1966, 1969, 1975, 1976, 1977, 1980, 1981, 1984, 1985, 1986, 1989, 1990, 1995, 1996.